# Róża (województwo łódzkie)
Róża – wieś w Polsce położona w województwie łódzkim, w powiecie pabianickim, w gminie Dobroń. W latach 1975–1998 miejscowość położona była w województwie sieradzkim. Wieś położona wśród lasów w pd.-wsch. części gm. Dobroń. W 1881 r. była kolonią liczącą 21 domów i 206 włościan. W pobliskim lesie zachował się cmentarz z I wojny światowej z kilkudziesięcioma grobami. Przez wieś przebiega droga asfaltowa, powiatowa nr 03310E.
W pobliżu wsi zlokalizowany jest węzeł dróg ekspresowych S8 i S14, które wraz z autostradami A1 i A2 utworzą obwodnicę wokół Łodzi.